# Deuce 'N Domino
Palmarès
Champion par équipe de la WWE (1 fois) 
Deep South Tag Team Champion(1 fois)
OVW Southern Tag Team Champion(3 fois)
Deuce n'Domino est une ancienne équipe de catcheurs américains ayant lutté la World Wrestling Entertainment dans la division SmackDown.

## Carrière

### Clubs-école  (2006-2007)
Deuce, Domino, et Cherry commencent à travailler ensemble à la World Wrestling Entertainment (WWE) dans son club-école de la Ohio Valley Wrestling (OVW) en janvier 2006 en tant que The Throwbacks, et plus tard The Untouchables. Le 19 mars 2006, Deuce bat The Miz pour remporter le OVW Southern Tag Team Championship pour lui et son partenaire après que le coéquipier de The Miz, Chris Cage, force The Miz à défendre le titre lui-même. Ils détiennent le titre pour moins d'un mois, perdant contre Roadkill et Kasey James dans un three way tag team match qui impliquait aussi Kenny et Mikey du Spirit Squad. L'équipe remporte le OVW Tag Team Championship deux autres fois. Ils remportent aussi le Deep South Tag Team Championship après avoir fait une apparence surprise à un show de la Deep South. Ils perdent les titres OVW contre Cody Runnels et Shawn Spears ainsi que Cherry qui devenait leur manager, avant qu'elle ne se retourne contre eux pour rejoindre les Untouchables.

### SmackDown (2007-2008)
Deuce 'N Domino commencent à participer à des dark matchs avant les enregistrements de SmackDown et de la ECW. Le 19 janvier 2007, Deuce, Domino, et Cherry débutent à la division SmackDown, conservant leur gimmick à la Grease arrivant avec une voiture des années 1950. Leurs deux premiers matchs sont des squashs en leur faveur face à des inconnus avant qu'ils ne rencontrent et battent les WWE Tag Team Champions Paul London et Brian Kendrick dans des matchs ne comptant pas pour le titre. Ils ont leur chance pour le titre à No Way Out 2007, où ils s'inclinent pour la première fois.
Après leur défaite ils ne sont plus vus pendant plus d'un mois à SmackDown, retournant le 6 avril pour observer London & Kendrick pendant un match. La semaine suivante ils ont une deuxième chance pour le titre, mais sont disqualifiés pour ne pas avoir suivi les instructions de l'arbitre. Ils battent finalement London et Kendrick pour le titre le 20 avril à SmackDown à Milan, Italie après que London a raté un moonsault, mettant ainsi fin à près d'un an de règne. Ils poursuivent leur rivalité avec London et Kendrick jusqu'à ce que les anciens champions soient draftés à RAW en juin.
À Vengeance le 24 juin 2007, ils organisent un challenge ouvert pour leur titre auquel répond les Hall of Famers Sgt. Slaughter et Jimmy "Superfly" Snuka et conservaient les titres. Lors des enregistrements de SmackDown le 29 juin 2007, Domino souffre d'un nez cassé lors d'un match contre l'équipe de RAW Cryme Tyme.
Le 31 août, ils perdent leur titre en faveur de M.V.P. et Matt Hardy. Ils se retrouvent contre M.V.P. et Matt Hardy à Unforgiven 2007 pour récupérer le titre mais ils échouent.

### Séparation (2008)
Le 9 mai 2008 en backstage à Smackdown ils remplacent Cherry par Maryse.
Le 13 juin 2008, Deuce 'N Domino sont défaits par Festus et Jesse, ceci marque la fin de leur collaboration. Le draft de Deuce à Raw le 25 juin 2008 et le licenciement de Domino confirment la dissolution de l'équipe.

## Caractéristiques
- Prises de finition et favorites
  - Doomsday dropkick

- Managers
  - Cherry[1]
  - Maryse[1]

- Musique d'entrée

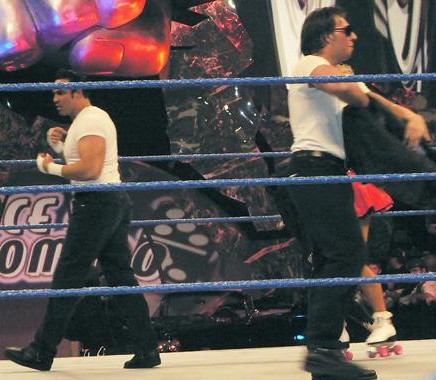
Deuce 'n Domino à SmackDown en 2006.

  - I'm All About Cool de Jim Johnston[5]

## Palmarès et accomplissements
- Deep South Wrestling
  - 1 fois Deep South Tag Team Champions en 2005[3]

- Ohio Valley Wrestling
  - 3 fois OVW Southern Tag Team Champions en 2006[2]

- World Wrestling Entertainment
  - 1 fois WWE Tag Team Champions en 2007[8],[10]